# Наугольное (Московская область)
Наугольное — деревня в Сергиево-Посадском районе Московской области, в составе муниципального образования Городское поселение Сергиев Посад (до 29 ноября 2006 года была центром Наугольновского сельского округа).

## Население
| 2002 | 2006 | 2010 |
| ---- | ---- | ---- |
| 154  | ↗158 | ↗184 |

## География
Наугольное расположено примерно в 6 км (по шоссе) на северо-восток от Сергиева Посада, по Ярославскому шоссе, высота центра деревни над уровнем моря — 214 м.

## Современное состояние
На 2016 год в деревне зарегистрировано 1 садовое товарищество. Наугольное связано автобусным сообщением с райцентром и соседними населёнными пунктами. У западной окраины деревни находится железнодорожная станция Наугольный Большого кольца Московской железной дороги.